# Ruskova
La Ruskova (in russo Рускова) è una vodka russa, prodotta nella zona di Nižnij Novgorod. È conosciuta per la sua convenienza sul mercato in rapporto ad altri tipi di vodka e della maggior parte dei liquori di provenienza americana.
Nel 2010, la Ruskova è stata lanciata sul mercato del Sudamerica.